# Krasna (Cieszyn)
Krasna (deutsch Krasna, ursprünglich Schöndorf) ist ein Stadtteil von Cieszyn im Powiat Cieszyński der Woiwodschaft Schlesien in Polen.

## Geographie
Krasna liegt im Schlesischen Vorgebirge (Pogórze Śląskie), etwa drei Kilometer östlich des Stadtzentrums.
Vor der Eingemeindung hatte das Dorf eine Fläche von etwa 339 Hektar. Nachbarorte: Gumna im Norden, Ogrodzona im Osten, Gułdowy im Süden, Bobrek im Westen.

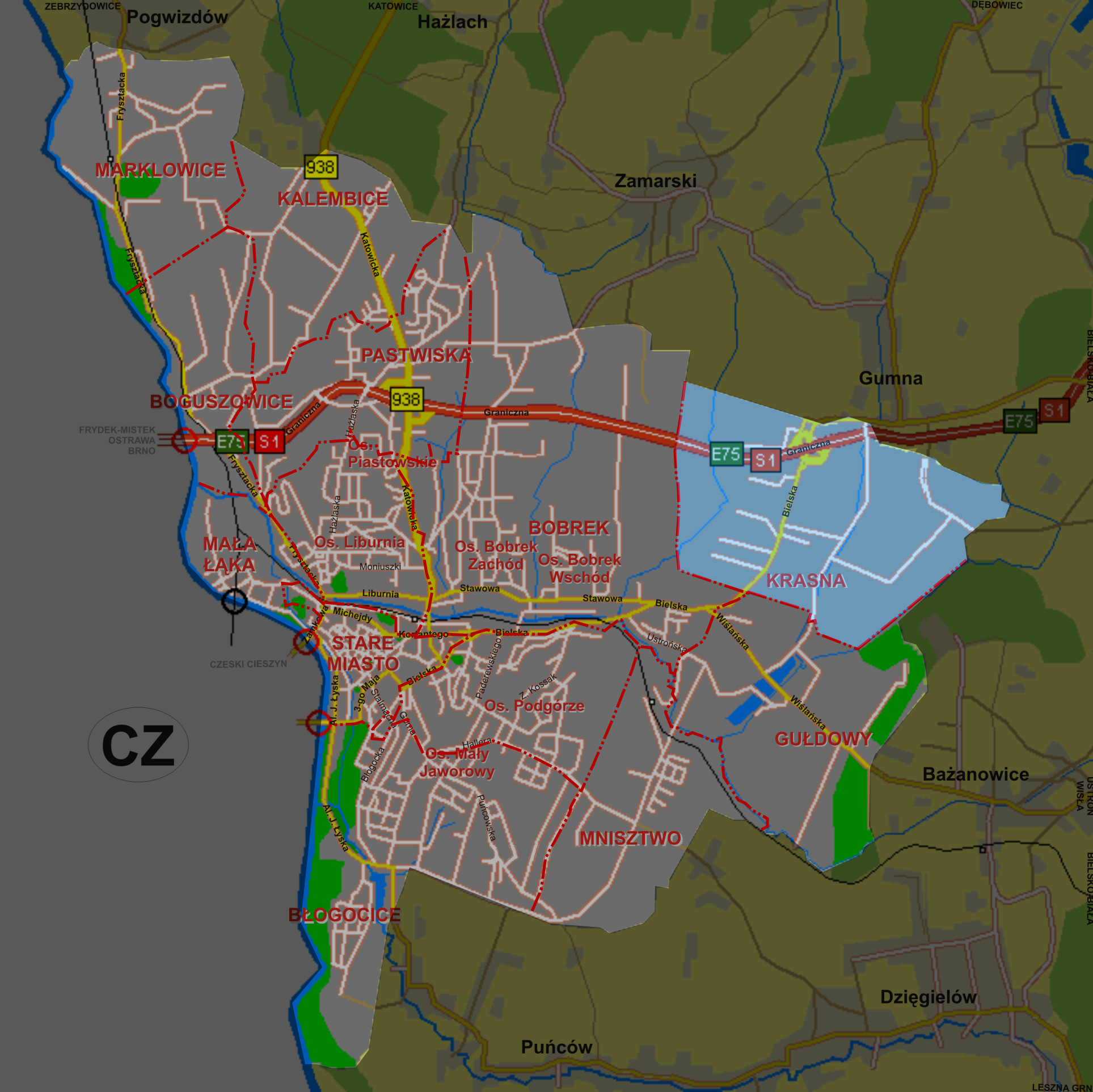
Lage von Krasna in Cieszyn

## Geschichte
Der Ort wurde im Jahre 1284 als Pulcra villa (lateinisch für schönes Dorf) erstmals urkundlich erwähnt, und dann als Schondorf (1439), z Krasney Wsy (1457), Krasna Wes (1523), wes Krasna (1577), na Krasnu Wes (1650), Krasna (1724), Krasnawies (1736), Kraßna bei Teschen (1804). Der Name ist abgeleitet vom Wort krasny (polnisch archaisch für rot, schön, hübsch, prächtig; tschechisch krásný).
Politisch gehörte das Dorf ursprünglich in der Zeit des polnischen Partikularismus zum Herzogtum Oppeln-Ratibor (Teschener Kastellanei). Das Herzogtum wurde 1281 nach dem Tod von Wladislaus I. von Oppeln geteilt. Endgültig (1290) gehörte das Dorf zum Herzogtum Teschen, die Lehnsherrschaft des Königreichs Böhmen, und seit 1526 gehörte es zur Habsburgermonarchie. 1610 wurde das Dorf vom Herzog Adam Wenzel dem reaktivierten Dominikanerkloster zugeteilt.
Nach der Aufhebung der Patrimonialherrschaften bildete es ab 1850 eine Gemeinde in Österreichisch-Schlesien, Bezirk Teschen und Gerichtsbezirk Teschen. Derweil nahm die ethnographische Gruppe der Teschener Walachen deutlich Gestalt an, wohnhaft auch in Krasna. Traditionell sprachen sie Teschener Mundarten. Im Jahre 1900 hatte Krasna (ohne Gułdowy) 44 Häuser mit 282 Einwohnern, davon alle polnischsprachig, 218 (77,3 Prozent) römisch-katholisch, 64 (22,7 Prozent) evangelisch. 1910 gab es 44 Häuser mit 297 Einwohnern, davon alle polnischsprachig, 223 (75,1 Prozent) römisch-katholisch, 74 (24,9 Prozent) evangelisch.
1920, nach dem Zusammenbruch der k.u.k. Monarchie und dem Ende des Polnisch-Tschechoslowakischen Grenzkriegs, wurde Krasna ein Teil Polens. Unterbrochen wurde dies nur durch die Besetzung Polens durch die Wehrmacht im Zweiten Weltkrieg.
Krasna wurde 1973 mit Gułdowy als Stadtteil Cieszyns eingemeindet. 

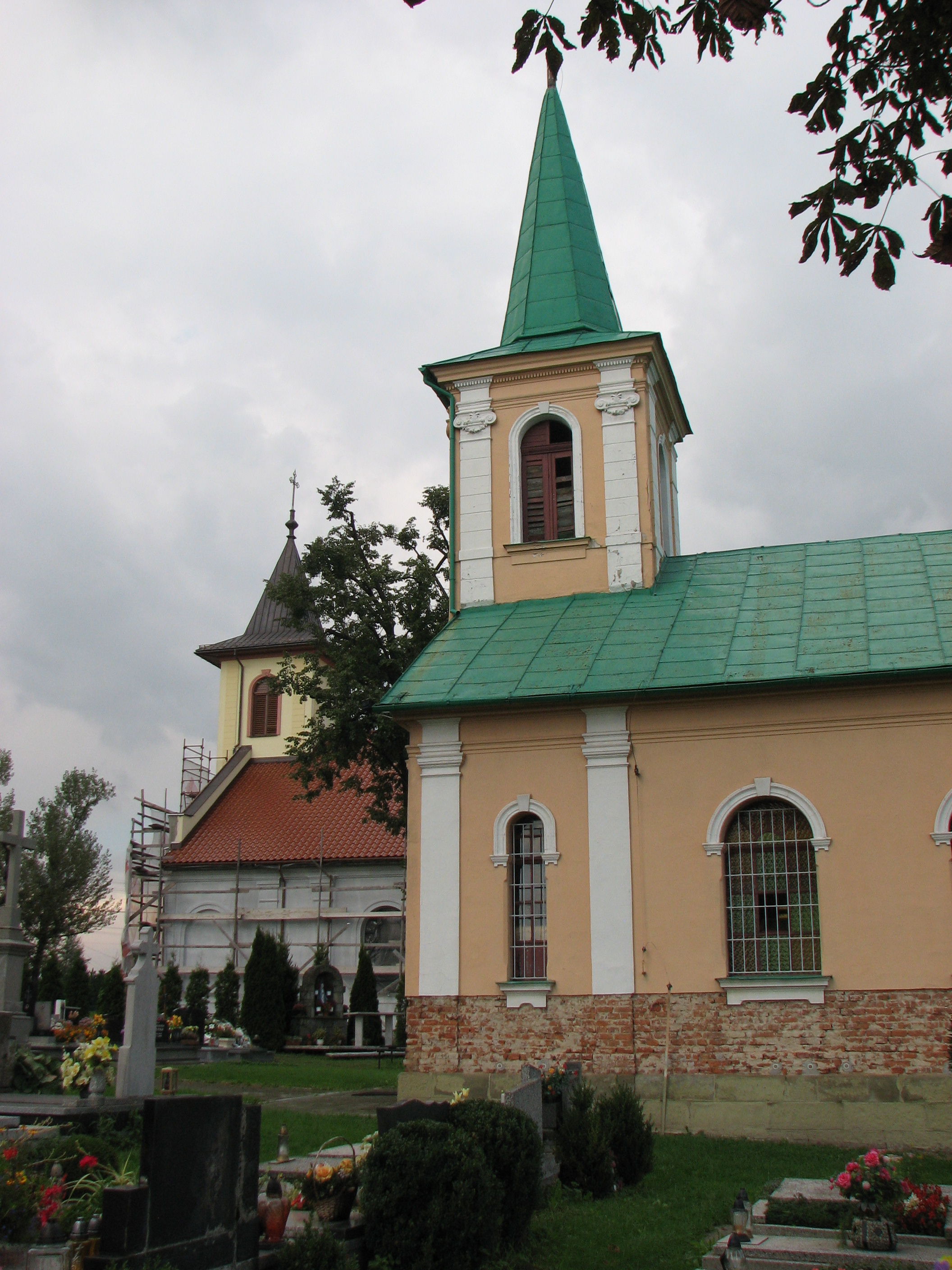
Alte (1901, heute zerstört) und neue (2009) römisch-katholische Kirche
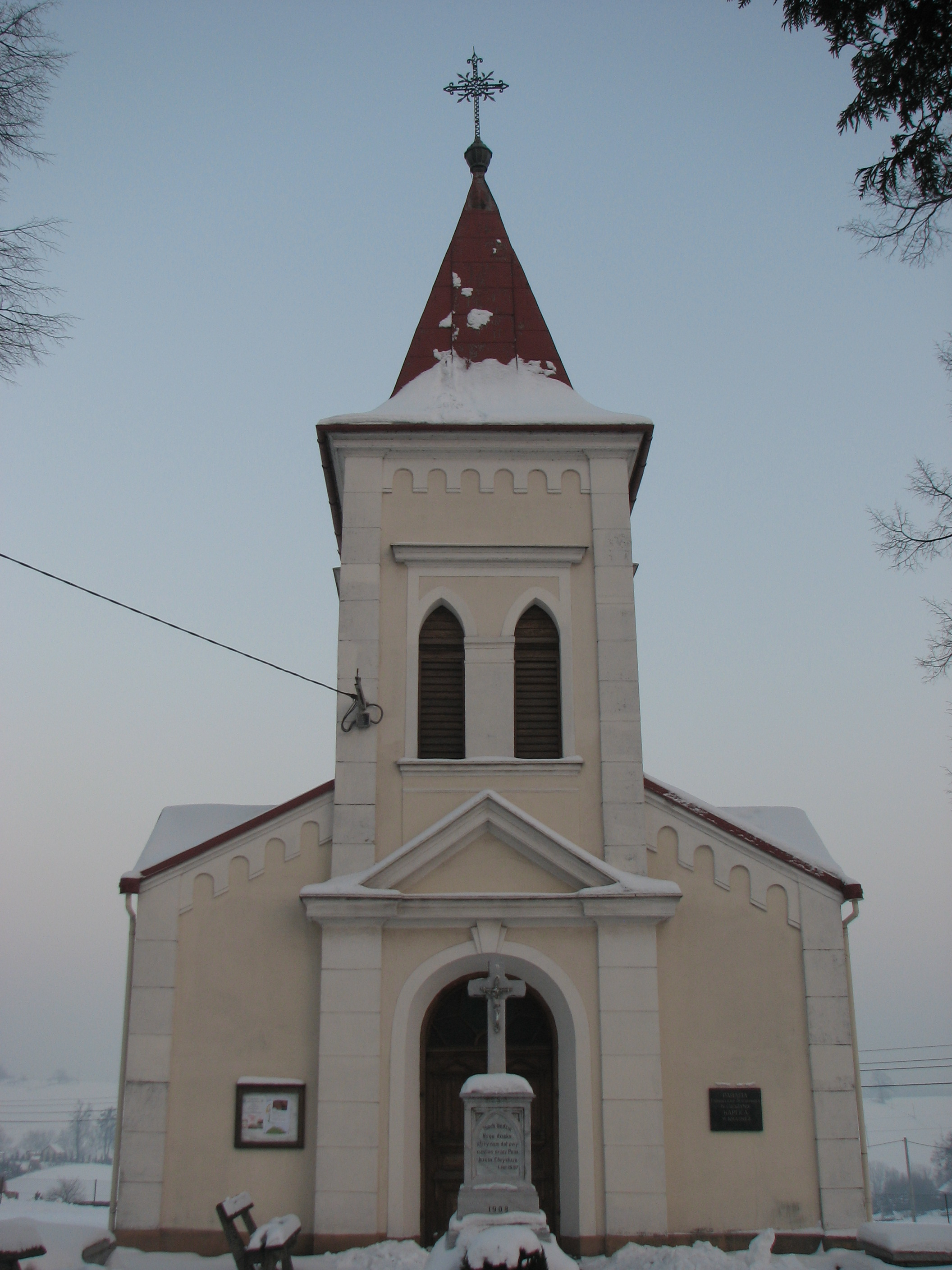
Evangelische Kapelle der Pfarrei Cieszyn